# Pobeda (Kaliningrad)
Pobeda (russisch Победа, deutsch Arnsberg, Kreis Preußisch Eylau und Struwe) ist der gemeinsame Name zweier ursprünglich eigenständiger Orte in der russischen Oblast Kaliningrad (Gebiet Königsberg (Preußen)). Pobeda gehört zur Niwenskoje selskoje posselenije (Landgemeinde Niwenskoje (Wittenberg)) im Rajon Bagrationowsk (Kreis Preußisch Eylau).

## Geographische Lage
Pobeda liegt nordwestlich der Rajonshauptstadt und früheren Kreisstadt Bagrationowsk (Preußisch Eylau) an einer Nebenstraße, die Niwenskoje (Wittenberg) an der russischen Fernstraße A 195 (ehemalige deutsche Reichsstraße 128) mit Slawskoje (Kreuzburg) sowie Pogranitschnoje (Hussehnen) im russisch-polnischen Grenzgebiet verbindet. Bis 1945 war Gussewo (Groß Park, heute nicht mehr existent) die nächste Bahnstation an der Strecke der Kleinbahn Tharau–Kreuzburg, die nicht mehr betrieben wird.

## Geschichte

### Bis 1945

#### Pobeda/Arnsberg
Das ehemals Arnsberg genannte Gutsdorf liegt 20 Kilometer von Bagrationowsk (Preußisch Eylau) entfernt – unmittelbar an der Straße von Niwenskoje (Wittenberg) nach Slawskoje (Kreuzburg). Von 1874 bis 1945 war Arnsberg Sitz und namensgebender Ort für den neu errichteten Amtsbezirk Arnsberg, in den anfangs die Landgemeinden Kavern (russisch: Perwomaisjoje, nicht mehr existent), Neu Park (Maikowo, nicht mehr existent) und Packerau (Maiskoje) sowie der Gutsbezirk Arnsberg gehörte. Im Jahre 1910 waren in dem Dorf mit großem Gut und einer Ziegelei 287 Einwohner registriert.
Am 30. September 1928 schlossen sich die Landgemeinde Neu Park und der Gutsbezirk Arnsberg zur neuen Landgemeinde Arnsberg zusammen. Die Zahl der Einwohner stieg bis 1933 auf 268 und betrug 1939 bereits 291. Im Jahre 1945 – zum Amtsbezirk Arnsberg gehörten damals noch die drei Gemeinden Arnsberg, Kavern und Packerau – kam Arnsberg mit seinen beiden Vorwerken Struwe (heute auch: Pobeda) und Heyde (heute russisch: Kalmykowo) infolge des Zweiten Weltkrieges mit dem nördlichen Ostpreußen zur Sowjetunion und erhielt 1950 den russischen Namen Pobeda (deutsche Bedeutung = „Sieg“).

#### Pobeda/Struwe
Das einstige Arnsberger Vorwerk namens Struwe liegt ebenfalls 20 Kilometer nordwestlich von Bagrationowsk (Preußisch Eylau). Eine Stichstraße zweigt nördlich von Sadowoje in westliche Richtung von der Verbindungsstraße Niwenskoje (Wittenberg) – Slawskoje (Kreuzburg) ab. Geschichtlich ist der Ort mit der Muttergemeinde Arnsberg verknüpft.
Bei Übernahme des Ortes durch die Sowjetunion erhielt Struwe 1950 den gleichen russischen Namen wie die Muttergemeinde Arnsberg: Pobeda.

### Seit 1946
Die beiden ehemals eigenständigen Ortschaften Arnsberg und Struwe wurden 1950 unter dem russischen Namen Pobeda vereinigt. Pobeda war bis zum Jahr 2009 in den Wladimirowski sowjet (Dorfsowjet Wladimirowo (Tharau)) eingegliedert. Seither ist der Ort aufgrund einer Struktur- und Verwaltungsreform eine als „Siedlung“ (russisch: possjolok) deklarierte Ortschaft innerhalb der Niwenskoje selskoje posselenije (Landgemeinde Niwenskoje (Wittenberg)) im Rajon Bagrationowsk.

## Kirche
Die Bevölkerung der beiden Dörfer Arnsberg und Struwe war vor 1945 überwiegend evangelischer Konfession. Beide Dörfer waren in das Kirchspiel der  Kirche Kreuzburg (heute russisch: Slawskoje) eingepfarrt. Es gehörte zum Kirchenkreis Preußisch Eylau (Bagrationowsk) in der Kirchenprovinz Ostpreußen der Kirche der Altpreußischen Union. Letzte deutsche Geistliche waren die Pfarrer Friedrich Schumacher und Arno Stritzel.
In der Zeit der Sowjetunion wurde kirchliches Leben verdrängt. In den 1990er Jahren entstanden in der Oblast Kaliningrad neue evangelische Gemeinden. Die Pobeda am nächsten liegende ist die Dorfkirchengemeinde in Gwardeiskoje (Mühlhausen). Sie ist Filialgemeinde der Auferstehungskirche in Kaliningrad (Königsberg) und gehört zur Propstei Kaliningrad der Evangelisch-lutherischen Kirche Europäisches Russland (ELKER).